# Campeonato Gaúcho de Futebol de 1990 - Série A
O Campeonato Gaúcho de Futebol de 1990, foi a 70ª edição da competição no Estado do Rio Grande do Sul. Participaram da disputa 14 clubes, os quatro melhores definiram a competição. O campeonato teve seu início em 4 de fevereiro e o término em 29 de julho de 1990. O campeão deste ano foi o Grêmio.  

## Participantes
| - Aimoré (São Leopoldo)22ª - Caxias (Caxias do Sul)29ª - Esportivo (Bento Gonçalves)20ª - Glória (Vacaria) 2ª - Grêmio (Porto Alegre)48ª - Guarany-CA (Cruz Alta) 4ª - Internacional (Porto Alegre)46ª | - Juventude (Caxias do Sul)28ª - Lajeadense (Lajeado)8ª - Novo Hamburgo (Novo Hamburgo)45ª - Passo Fundo (Passo Fundo)12ª - Pelotas (Pelotas)34ª - Santa Cruz -RS (Santa Cruz do Sul)21ª - Ypiranga (Erechim)11ª |

## Jogos
1ª Rodada
04/02/1990
Ypiranga 0 x 1 Grêmio
Glória 0 x 0 Juventude
05/02/1990
Internacional PA 2 x 1 Guarany CA
Pelotas 2 x 2 Aimoré
Novo Hamburgo 1 x 0 Lajeadense
Esportivo 1 x 1 Santa Cruz
Caxias 2 x 0 Passo Fundo
2ª Rodada
09/02/1990
Santa Cruz 2 x 1 Ypiranga
11/02/1990
Guarany 2 x 1 Glória
Juventude 0 x 1 Internacional PA
Lajeadense 0 x 0 Aimoré
12/02/1990
Novo Hamburgo 1 x 2 Passo Fundo
Pelotas 3 x 0 Esportivo
Grêmio 4 x 1 Caxias

## Quadrangular Final
- Classificação

1º Grêmio
2° Caxias
3º Internacional
4º Juventude

## Campeão
| Campeonato Gaúcho de Futebol 1990             |
| --------------------------------------------- |
| Grêmio Foot-Ball Porto Alegrense (28º título) |

## Artilheiro
- Nilson (Grêmio) 22 gols

## Segunda Divisão
Campeão:São Luiz
2º lugar:Guarani/VA